# SN 2005eq
SN 2005eq – supernowa typu Ia odkryta 30 września 2005 roku w galaktyce M-01-09-06. W momencie odkrycia miała maksymalną jasność 17,40m.